# Agogô

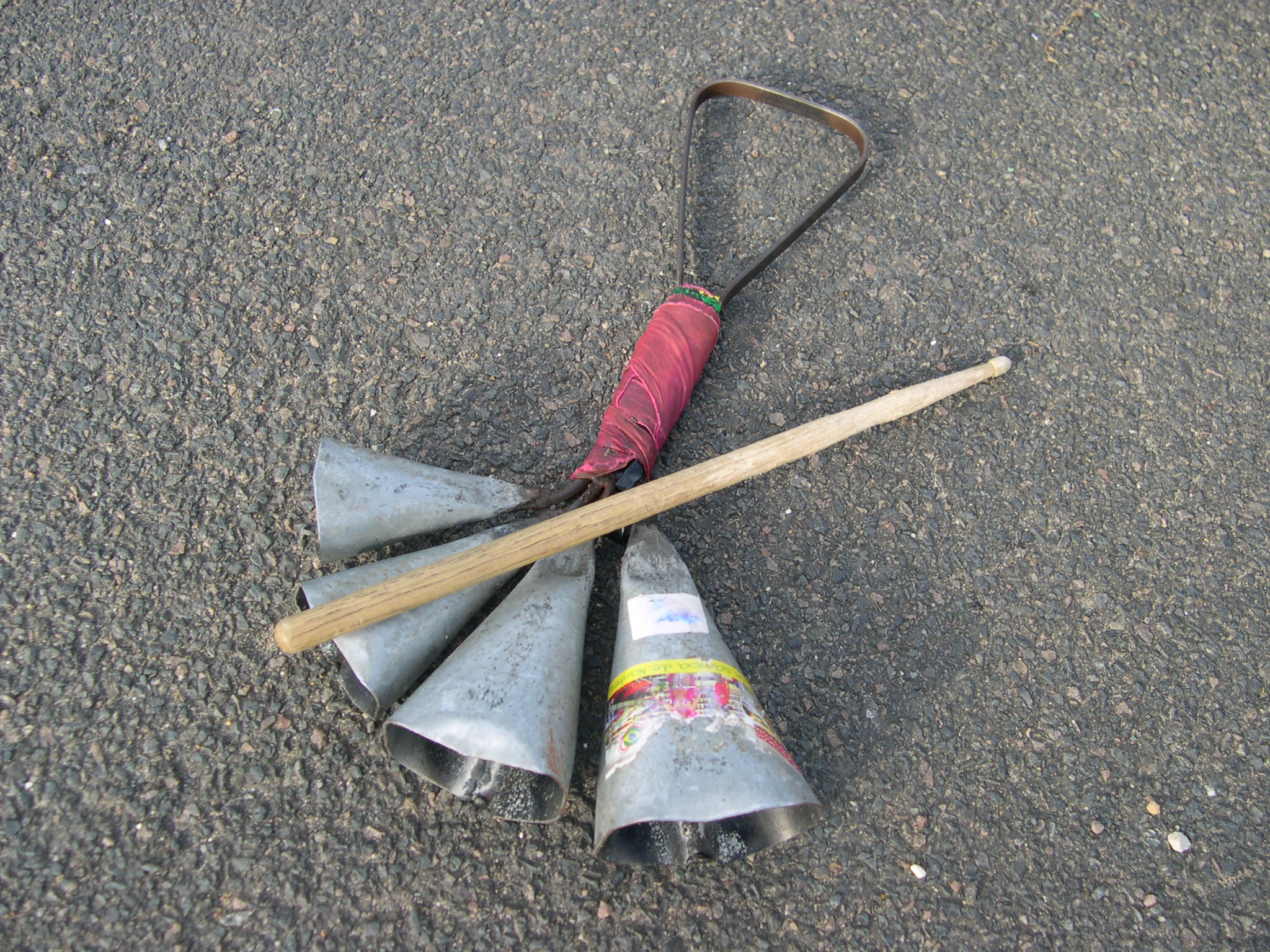
Agogô à quatre cloches.

Pour les articles homonymes, voir Gongué et Agogo (Ghana).
L'agogô, gã ou gongué est un instrument de musique baguette.

## Jeu

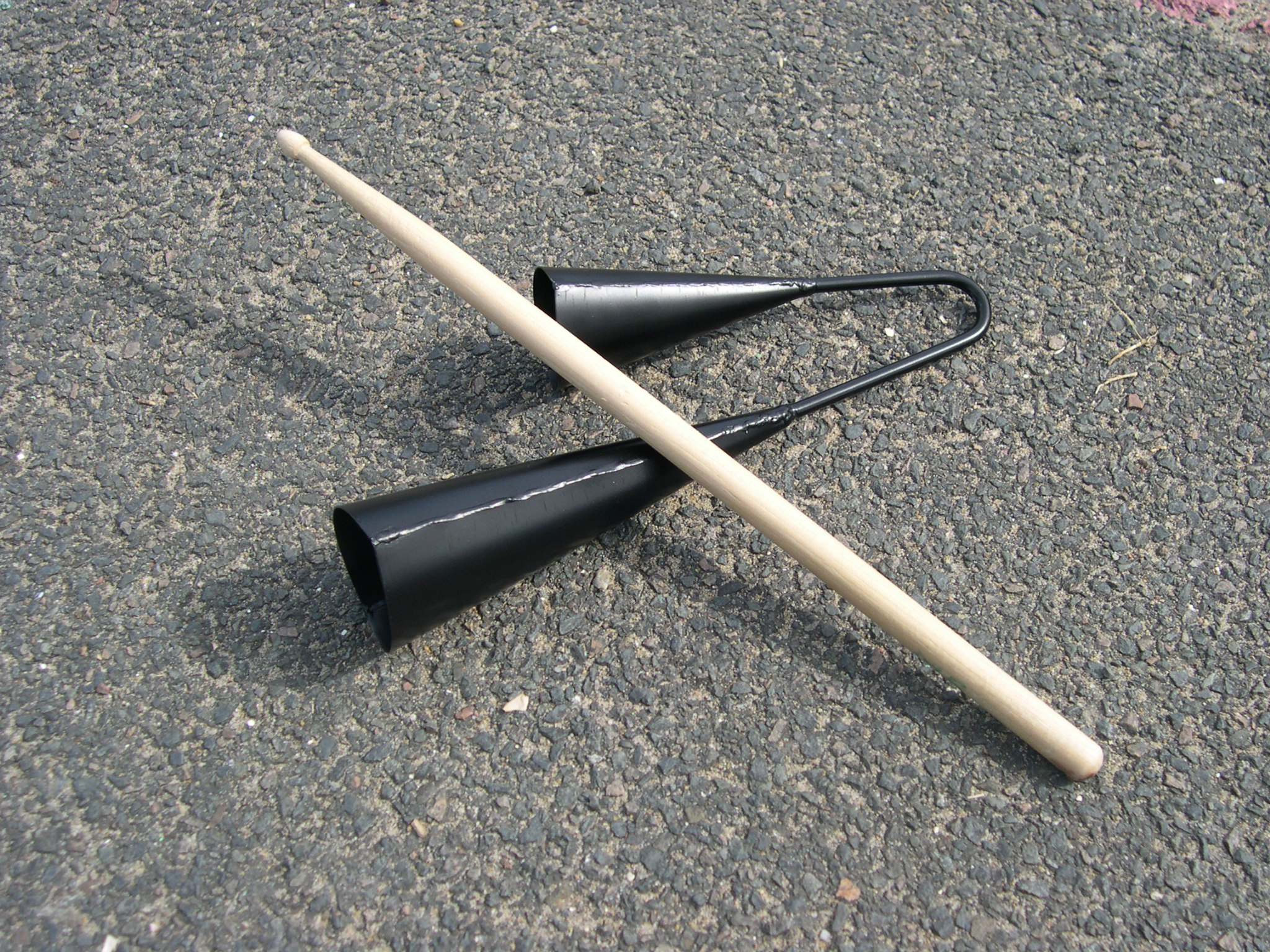
Agogô à deux cloches.

Il sert sous sa forme métallique dans la plupart des formes musicales percussives latines